# Chlorpentafluorid
Chlorpentafluorid ist eine gasförmige Interhalogenverbindung, die aus den Elementen Chlor und Fluor besteht.

## Gewinnung und Darstellung
Chlorpentafluorid kann hergestellt werden, indem man Chlortrifluorid unter hohem Druck in Fluor erhitzt.

## Eigenschaften
Chlorpentafluorid ist ein farbloses, stechend riechendes Gas, welches sich in der Hitze zersetzt. Die Standardbildungsenthalpie beträgt −255 kJ·mol−1.

### Molekülgeometrie
Chlorpentafluorid besitzt gemäß dem VSEPR-Modell eine quadratisch-pyramidale Molekülgeometrie. Die vier FClF-Winkel betragen dabei ungefähr 90°. Die axiale Cl–F-Bindung, welche die Spitze der quadratischen Pyramide bildet, besitzt eine Länge von 162 pm. Die vier planaren Cl–F-Bindungen, welche die quadratische Grundfläche der Pyramide bilden, haben eine Länge von 172 pm. Das freie Elektronenpaar am Chlor-Atom ist dabei axial angeordnet, um einen möglichst großen Abstand zu den Fluor-Atomen zu gewährleisten.
Chlorpentafluorid besitzt als Molekülsymmetrie die Punktgruppe C4v.

## Verwendung
Wie Chlortrifluorid ist auch das Pentafluorid, als Oxidator in der Raketentechnik geeignet, zeigt jedoch ähnliche Probleme in der Handhabung.